# Idiopathische entzündliche Myopathie
Die idiopathische entzündliche Myopathie (oder idiopathische inflammatorische Myopathie, abgekürzt IIM) ist eine uneinheitliche Gruppe entzündlicher Muskelerkrankungen (Myopathien) und kann zu den systemischen Autoimmunerkrankungen gezählt werden mit generalisierten Veränderungen der quergestreiften Muskulatur.

## Einteilung
Diese Gruppe umfasst:
- Dermatomyositis (85 %)
- Polymyositis (2–8 %)
- Antisynthetase-Syndrom
- Eosinophile Fasziitis
- Sporadische Einschlusskörpermyositis
- Idiopathische eosinophile Myositis[4]
- Immunvermittelte nekrotisierende Myopathie[5]
- Inflammatorische Myopathie mit überzähligen Makrophagen[6]
- Myopathie, idiopathische inflammatorische, juvenile Form[7]
- Fokale Myositis[8]
- Myositis-Overlap-Syndrom[9]
  - Myositis-Overlap-Syndrom, juveniles[10]

## Verbreitung
Die Häufigkeit wird mit 2 bis 8 auf 1.000.000 angegeben, meist tritt die Erkrankung zwischen dem 5. und 6. Lebensjahrzehnt auf sowie bei Kindern zwischen dem 5. und 15. Lebensjahr. Während die Sporadische Einschlusskörpermyositis bei Männern häufiger vorkommt, werden die anderen etwa doppelt so häufig bei Frauen gefunden.

## Klinische Erscheinungen
Frühsymptom ist die sich langsam über Wochen bis Monate oder Jahre entwickelnde Muskelschwäche. Hinzu kommen Gelenkschmerzen und Abgeschlagenheit. Muskelatrophie kann zu Gehschwierigkeiten, Sprech- und Schluckstörungen führen.

## Diagnose
Im Blutserum sind Alpha-Globuline und Immunglobulin G erhöht. Zur Abklärung sollte ein Screening auf Antinukleäre und Myositis-spezifische Autoantikörper erfolgen wie Anti-Jo1-Antikörper, Anti-PL-7, Anti-PL-12, Anti-EJ, Anti-OJ, Anti-SRP, Anti-Mi-2α, Anti-Mi-2β, Anti-TIF-1γ, Anti-MDA5, Anti-NXP2, Anti-SAE1, Anti-Mup44. Weiter sinnvoll sind Elektromyografie und Muskelbiopsie.